# Dendrobium chrysobulbon
Dendrobium chrysobulbon är en orkidéart som beskrevs av Rudolf Schlechter. Dendrobium chrysobulbon ingår i släktet Dendrobium, och familjen orkidéer.
Artens utbredningsområde är Små Sundaöarna. Inga underarter finns listade i Catalogue of Life.